# Inés Frey
Inés Frey Brüggemann fue una arquitecta chilena que destacó junto a su marido Santiago Aguirre en la creación de obras arquitectónicas modernas en Chile, especialmente en la ciudad de Concepción.

## Trayectoria
Estudió la carrera de arquitectura en la Universidad de Chile, egresando en 1937 y siendo una pionera en este ámbito. En aquella época, el que una mujer se dedicara a la arquitectura era algo poco habitual para la sociedad chilena por lo que, tal como señalan investigaciones actuales, su trabajo se habría visto entorpecido por la sombra del machismo, lo que se reflejaba en impresiones públicas de quienes no podían entender como una "señorita" fuera capaz de concebir proyectos austeros y dotados de un diseño funcional.
Luego de terminar la carrera y junto con su colega, la arquitecta Luz Sobrino, ambas hacen un viaje a Europa, lo que terminará por cambiar su manera de ver las cosas. Se llenan de ideas nuevas sobre el modernismo y las traen a Chile, país que se encontraba relativamente atrasado en este contexto.
Años más tarde, Inés Frey se convertirá en una de las primeras mujeres en inscribirse en el Colegio de arquitectos de Chile.
En su carrera, irá acumulando más experiencia tras trabajar en el sector público; sus proyectos destacaron por su exploración espacial y funcional, con visiones innovadores que se desprendieron de los mismos estándares modernos manifestados en la ciudad; en sus obras se destaca espacios fluidos, no contenidos, estableciendo dobles o tripes alturas, introduciendo mezzaninos y recintos abalconados, deshaciendo la superposición de plantas y experimentando soluciones[cita requerida].

## Rol político-social
Dentro de su juventud, Inés Frey destaca por su compromiso social, involucrándose en la Federación de Estudiantes de la Universidad de Chile, y se declarándose una activista de izquierda, con pensamientos revolucionarios; este compromiso político la llevará a incursionar en una arquitectura de influencia soviética, rusa, constructivista, con líneas experimentales. Dentro de este ámbito, conoce al que sería su compañero de vida y trabajo, el también arquitecto Santiago Aguirre.

### Obras
Gran parte de su trabajo fue de carácter rupturista, vanguardista y adelantado a su época. Destacó por su participación en la reconstrucción de Concepción a partir de 1939 tras el terremoto de Chillán.
- Edificio Pecchi (1940), Chile, Concepción.
- Teatro Explanade, Chile, Concepción.
- Cine Cervantes, Chile, Concepción.
- El mausoleo de la familia Claramunt (1945)
- Edificio industrial, más allá del cerro Chepe.
- Estacionamiento en Angol
- Cine Lux (1939) Chile, Concepción.